# Parallorhogas maeseensis
Parallorhogas maeseensis är en stekelart som beskrevs av Sergey A. Belokobylskij och Maeto 2006. Parallorhogas maeseensis ingår i släktet Parallorhogas och familjen bracksteklar. Inga underarter finns listade i Catalogue of Life.